# Sipyloidea brevicerci
Sipyloidea brevicerci är en insektsart som beskrevs av Jack W. Hasenpusch och Brock 2007. Sipyloidea brevicerci ingår i släktet Sipyloidea och familjen Diapheromeridae. Inga underarter finns listade i Catalogue of Life.